# Tom Derrick
Thomas Currie "Diver" Derrick (20 de março de 1914 - 24 de maio de 1945) foi um soldado australiano e ganhador da Victoria Cross, a mais alta condecoração por bravura "em face do inimigo" concedida a membros do exército britânico e forças armadas da Commonwealth. Em novembro de 1943, durante a Segunda Guerra Mundial, Derrick foi premiado com a Victoria Cross por seu ataque a uma posição japonesa fortemente defendida em Sattelberg, Nova Guiné. Durante o confronto, ele escalou um penhasco sob fogo pesado e silenciou sete postos de metralhadoras, antes de liderar seu pelotão em uma carga que destruiu mais três.

## História
Derrick nasceu em 20 de março de 1914 no McBride Maternity Hospital, no subúrbio de Adelaide, em Medindie, Austrália do Sul, filho de David Derrick, um trabalhador da Irlanda, e sua esposa australiana, Ada (nascida Whitcombe). Os Derricks eram pobres, e Tom muitas vezes andava descalço para frequentar a Sturt Street Public School e mais tarde a Le Fevre Peninsula School. Em 1928, aos quatorze anos, Derrick deixou a escola e encontrou trabalho em uma padaria. A essa altura, ele havia desenvolvido um grande interesse por esportes, particularmente críquete, futebol australiano, boxe e natação; seu mergulho no Rio do Porto lhe rendeu o apelido de "Mergulhador".